# Мартин Калчев
Мартин Калчев е български спортист, европейски шампион по карате кудо.
В актива си има над 80 състезания в бойните спортове с над 20 медала в стила Бразилско джиу джицу – 9 от които златни.

## Биография
Роден е в град Стара Загора. Завършва средното си образование в ГПЧЕ „Ромен Ролан“, Стара Загора.
В ММА има 4 професионални мача: победи – 3 (нокаут – 1, технически нокаут – 1, съдийско решение – 1); загуби – 1; без резултат – 0

### Смесени бойни изкуства
| Противник              | Дата             | Резултат                    | Категория | Шампионат                        |
| ---------------------- | ---------------- | --------------------------- | --------- | -------------------------------- |
| Тихон Демовски Руснака | 21 юли 2011      | Победа със съдийско решение | -77 кг    | ММА Арена, Пловдив, клуб Secrets |
| Илиян Илиев            | 21 май 2010      | Победа с технически нокаут  | -77 кг    | Max Fight XIII София Гранд При   |
| Михаил Колев           | 31 май 2009      | Победа с нокаут             | -84 кг    | Max Fight IX, Велико Търново     |
| Кирил Кличуров         | 10 февруари 2007 | Загуба с технически нокаут  | Отворена  | Shooto, Пловдив                  |

## Отличия
- 4 юни 2005 г. – 1-во място, състезание за юноши-младша по Киокушин Карате, Габрово
- 2 юли 2005 г. – 1-во място, състезание за юноши-старша по Киокушин Карате, Варна
- 22 април 2006 г. – шампион за младежи по Киокушин Карате, Бургас
- 1 юли 2006 г. – шампион на състезание по Киокушин Карате, Разград
- 9 септември 2007 г. – 1-во място юноши-старша Кикбокс стил К-1 -91 кг, Варна
- 29 септември 2007 г. – Европейски шампион в категория мъже тежка (-270), Европейски Кудо шампионат
- 7 февруари 2009 г. – 1-во място в категория мъже абсолютна, републикански шампионат, Бразилско джиу джицу, Сливен
- 22 март 2009 г. – шампион за младежи (до 21 г.) по Кикбокс стил Лоу Кик – 86 кг, Стара Загора
- 31 май 2009 г. – Победител в двубой без правила ММА категория до 84 кг, Велико Търново
- 13 юни 2009 г. – 1-во място за мъже до 83 кг на аматьорски двубои без правила, ММА
- 31 октомври 2009 г. – 1-во място кикбокс стил Санда до 85 кг, турнир за Купата на Колежа по Охрана и Сигурност „Св. Георги победоносец“
- 7 ноември 2009 г. – шампион в категория 84 кг на турнира по аматьорски двубои без правила ММА Real Pain, София
- 21 май 2010 г. – Победител в професионален двубой без правила ММА категория до 77 кг, Max Fight XIII София Гранд При
- 30 май 2010 г. – 1-во място в международния турнир по Бразилско джиу джицу „Sofia Open“
- 25 септември 2010 г. – 1-во място Бразилско джиу джицу на Световния Фестивал на Бойните Спортове, World Martial Arts Festival
- 26 септември 2010 г. – 1-во място кикбокс стил Санда на Световния Фестивал на Бойните Спортове
- 26 септември 2010 г. – награда за най-техничен състезател на World Martial Arts Festival
- 17 декември 2010 г. – Медалист от Открит турнир по Джудо в категория -81 кг, София
- 27 февруари 2011 г. – шампион на България по Бразилско джиу джицу в категория -72 кг
- 7 май 2011 г. – шампион на Свободни двубои без правила в категория -72 кг, ММА
- 7 май 2011 г. – носител на купата за най-техничен състезател на ММА Арена Пловдив
- 29 май 2011 г. – 1-во място кикбокс стил Санда -75 кг, Световен Фестивал на Бойните Спортове
- 21 юли 2011 г. – Победител в професионален двубой без правила ММА категория до 77 кг, MMA Arena & Club Secrets
- 18 декември 2011 г. – 1-во място борба стил Граплинг -85 кг, Gladiator Bokido Submission Challenge II
- 9 юни 2012 г. – 1-во място кикбокс стил Санда -85 кг, турнир Азербайджан срещу България
- 6 октомври 2012 г. – републикански шампион Кикбокс стил Лоу Кик, -81 кг, Държавно първенство
- 9 декември 2012 г. – шампион в категория -84 кг, Националната купа на България по Джиу Джицу, МВР, зала Универсиада
- 15 декември 2012 г. – 1-во място кикбокс стил Санда -80 кг, Отворен Европейски шампионат, спортна зала МВР
- 23 февруари 2013 г. – 1-во място на турнир по кикбокс стил К-1, категория -81 кг, Нова Загора
- 1 юни 2013 г. – 1-во място на турнир по ММА Арена Пловдив в категория -78 кг, Пловдив
- 3 май 2014 г. – 1-во място на турнир по ММА Арена Пловдив в категория -78 кг, Пловдив
- 6 юни 2014 г. – 1-во място на турнир по Санда в категория -85 кг, Стара Загора
- 22 ноември 2014 г. – 1-во място на турнир по Санда в категория -80 кг, София
- 13 юни 2015 г. – 1-во място на турнир по Санда Striking Games Sofia в категория -75 кг, София
- 13 юни 2015 г. – 1-во място на турнир по Бокс Striking Games Sofia в категория -75 кг, София
- 29 май 2016 г. – 1-во място Републиканско по Джиу Джицу стил Не Ваза в категория напреднали -77 кг, София
- 4 юни 2016 г. – 1-во място Bulgarian Grappling League 4 в категория -84 кг, София
- 17 ноември 2016 г. – 1-во място турнир по Джиу Джицу стил Не Ваза в категория напреднали -84 кг, София
- 17 декември 2016 г. – 1-во място турнир Real Grappling Challenge 5 в категория напреднали -84 кг, София
- 10 юни 2017 г. – шампион на открит турнир по Граплинг ISFA World Open в категория напреднали -84 кг, София
- 16 декември 2017 г. – 1-во място турнир Real Grappling Challenge 6 в категория напреднали -84 кг, София